# Логический анализатор

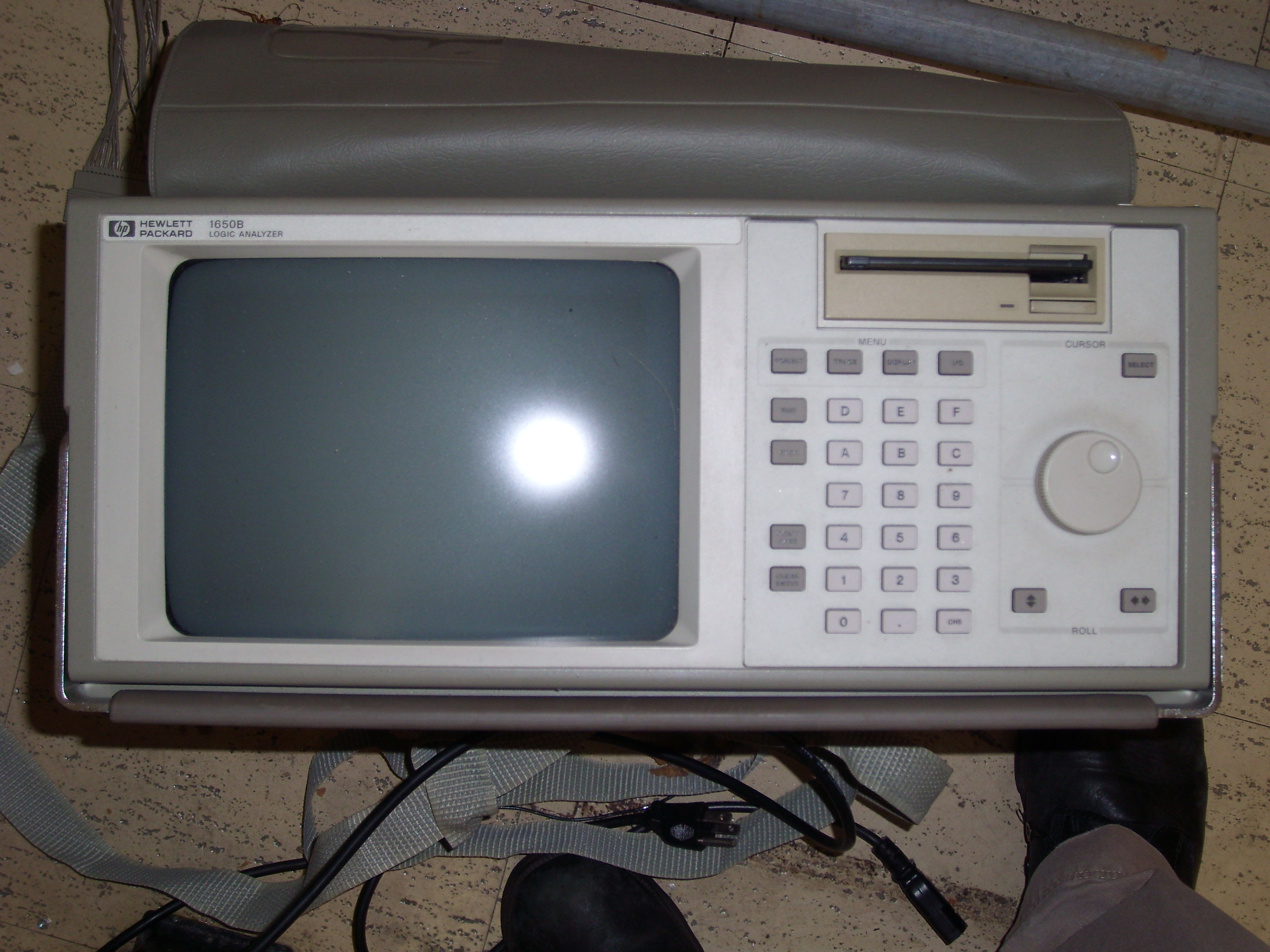
Цифровой логический анализатор HP 1650B.

Логический анализатор (англ. Logic Analyzer) — электронный прибор, который может записывать и отображать последовательности цифровых сигналов. Он используется для тестирования и отладки цифровых электронных схем, например, при проектировании компонентов компьютеров и управляющих электронных устройств. В отличие от осциллографов, логические анализаторы имеют значительно больше входов (обычно от 16 до нескольких сотен), но при этом часто способны показывать лишь два уровня сигнала («0») и («1»), к которым иногда добавлено состояние «Z».
Существуют приборы, являющиеся гибридом логических анализаторов и осциллографов, которые позволяют синхронно записывать цифровые и аналоговые сигналы.
Логический анализатор может запускать запись по какому-либо триггеру — специфичному набору некоторых входных линий. В некоторых моделях для анализа полученных записей можно использовать собственные программы.